# Direito de retorno dos refugiados palestinos
O direito de retorno dos refugiados palestinos, ou apenas direito de retorno palestino (em árabe: حق العودة, Ḥaqq al-ʿawda; em hebraico:  זכות השיבה, zkhut hashivah) é a posição política ou princípio de que os refugiados palestinos, tanto os da primeira geração (dentro de 30 mil a 50 mil pessoas estavam vivas em 2012) quanto seus descendentes (cerca 5 milhões de pessoas em 2012), têm o direito de retorno e o direito à propriedade que eles próprios ou seus antepassados deixaram para trás, durante a guerra da Palestina de 1948, a Guerra dos Seis Dias de 1967 e outros conflitos gerados a partir da fundação de Estado de Israel. Foi formulado pela primeira vez em 27 de junho de 1948 pelo mediador das Nações Unidas Folke Bernadotte.
Seus defensores declaram ser um direito sagrado, bem como um direito humano, cuja aplicabilidade geral e específica para os palestinos é protegida pelo Direito Internacional. Essa visão sustenta que aqueles que optam por não retornar ou para os quais o retorno não é viável, devem receber indenização em seu lugar. Também afirmam que a posição de Israel está em contraste com sua Lei de Retorno, que concede a todos os judeus o direito de se estabelecerem permanentemente, enquanto retém qualquer direito comparável dos palestinos.
Os oponentes do direito de retorno sustentam que não há base para ele no Direito Internacional e que é uma exigência fictícia. O governo de Israel não vê a admissão de refugiados palestinos em suas antigas casas em Israel como um direito, mas sim como uma questão política a ser resolvida como parte de um acordo de paz final.

## Contexto

### Visão geral
O número de refugiados palestinos do êxodo conhecido como Nakba, em 1948, é estimado entre 700 mil a 800 mil, sendo outras 280 mil a 350 mil pessoas refugiadas da Guerra dos Seis Dias, em 1967.
Acredita-se que cerca de 120 mil a 170 mil dos refugiados de 1967 também tenham sido refugiados da guerra de 1948. Hoje, o número estimado de refugiados palestinos ultrapassa 4 milhões. O direito de retorno tem sido de grande importância para os palestinos desde então.
O primeiro movimento formal para o reconhecimento de um direito de retorno foi na Resolução 194 da Assembleia Geral da ONU, aprovada em 11 de dezembro de 1948. A Resolução 3236 da Assembleia Geral da ONU, aprovada em 22 de novembro de 1974, declarou o direito de retorno como um "direito inalienável".
O direito de retorno foi definido como o "principal dos direitos palestinos" na 12ª reunião do Conselho Nacional Palestino (CNP) em 1974, quando se tornou o primeiro componente da trindade de direitos inalienáveis da Organização para a Libertação da Palestina (OLP), sendo os outros o direito de autodeterminação e o direito a um estado independente.
Desde o início do problema dos refugiados, Israel tem rejeitado repetidamente que os palestinos tenham qualquer "direito" inerente de retorno. Em junho de 1948, o governo israelense declarou sua posição, reiterada em uma carta à Organização das Nações Unidas (ONU) em 2 de agosto de 1949, de que, em sua opinião, uma solução para o problema dos refugiados palestinos deveria ser buscada, não por meio do retorno dos refugiados a Israel, mas através do reassentamento da população de refugiados árabes palestinos em outros estados.

### Êxodo palestino de 1948: A Nakba

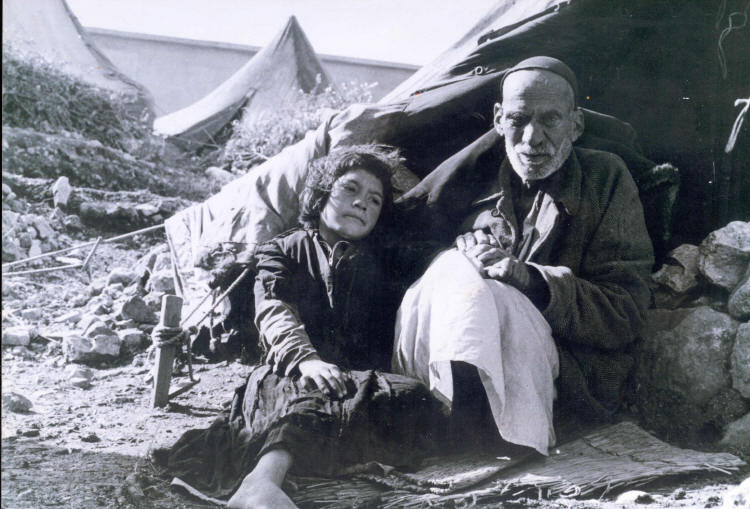
Refugiados Palestinos da Nakba

O problema dos refugiados palestinos começou durante a Guerra da Palestina de 1948, quando cerca de 700 mil a 800 mil árabes partiram, fugiram ou foram expulsos de suas casas na área que se tornaria Israel. Eles se estabeleceram em campos de refugiados na Transjordânia, Líbano, Síria, Egito e na Cisjordânia e na Faixa de Gaza que foram ocupados pela Transjordânia e Egito durante a guerra.
De dezembro de 1947 a março de 1948, cerca de 100 mil palestinos partiram. Entre eles estavam muitos das classes alta e média das cidades, que saíram voluntariamente, esperando voltar quando a situação se acalmasse.
De abril a julho, aproximadamente 250 mil a 300 mil fugiram diante das ofensivas da Haganah, principalmente das cidades de Haifa, Tiberíades, Beit-Shean, Safed, Jaffa e Acre, que perderam mais de 90% de seus habitantes árabes. Algumas expulsões ocorreram, principalmente ao longo da estrada Tel-Aviv – Jerusalém e na Galileia Oriental. Após a trégua de junho de 1948, cerca de 100 mil palestinos tornaram-se refugiados. Cerca de 50 mil habitantes de Lydda e Ramle foram expulsos para Ramallah pelas forças israelenses durante a Operação Danny, e muitos outros durante as operações de limpeza realizadas pelas Forças de Defesa de Israel (FDI) em suas áreas de retaguarda.
Durante a Operação Dekel, os árabes de Nazaré e do sul da Galileia puderam permanecer em suas casas. Mais tarde, eles formaram o núcleo dos árabes israelenses. De outubro a novembro de 1948, as FDI lançaram a Operação Yoav para perseguir as forças egípcias do deserto de Negev e a Operação Hiram para perseguir o Exército de Libertação Árabe do Norte da Galileia, gerando um êxodo de 200 000 a 220 000 palestinos que fugiram temendo atrocidades ou que foram expulsos.
Durante a Operação Hiram, pelo menos nove massacres de árabes foram realizados por soldados das FDI.
Após a guerra, de 1948 a 1950, as FDI "limparam" suas fronteiras, o que resultou na expulsão de cerca de 30 mil a 40 mil árabes. A ONU estimou o número de refugiados fora de Israel em 711 mil.

### Êxodo palestino de 1967

Situação dos territórios após a Guerra dos Seis Dias

Durante a Guerra dos Seis Dias, outro êxodo palestino ocorreu. Cerca de 280 mil a 350 mil palestinos fugiram ou foram expulsos da Cisjordânia, Faixa de Gaza e Colinas de Golã como resultado da Guerra dos Seis Dias; aproximadamente 120 mil a 170 mil deles também eram refugiados da primeira guerra, fugindo pela segunda vez.

### Propriedades dos refugiados ausentes
Desde o o êxodo palestino de 1948 que os líderes israelenses são opositores ao retorno dos refugiados. Por exemplo, durante sua visita a Haïfa em 1º de maio de 1948, Golda Meir declarou: "Os judeus deveriam tratar os árabes restantes 'com igualdade civil e humana', mas 'não é nosso trabalho nos preocupar com o retorno [daqueles que fugiram]".
Um grupo composto por autoridades locais, movimentos kibutzim, departamentos de assentamento das instituições nacionais, comandantes do Haganá e figuras influentes como Yosef Weitz e Ezra Danin fizeram oposição à repatriação palestina. Um Comitê de Transferência e uma política de fatos consumados foram estabelecidos para prevenir o retorno de refugiados. Em julho de 1948, tornou-se uma política oficial: as propriedades dos refugiados ausentes passaram a ser administradas pelo governo israelense e várias aldeias palestinas foram arrasadas.
Alguns analistas compararam as restituições estatais e privadas feitas da Alemanha a Israel, sobre o confisco do Holocausto, e a indenização devida aos palestinos expulsos na formação de Israel. Outros compararam os pedidos de indenização dos palestinos com  as reivindicações de alemães étnicos que foram expulsos da Europa Oriental após o Holocausto e a Segunda Guerra Mundial.
Em 1945, de 26,4 milhões de dunams de terra no Mandato da Palestina, 12,8 milhões eram propriedade de árabes, 1,5 milhão de judeus, 1,5 milhões eram terras públicas e 10,6 milhões constituíam o distrito desértico de Beersheba (Negev). Já em 1949, Israel controlava 20,5 milhões de dunams (aproximadamente 20,5 mil km2) ou 78% das terras no que antes era o Mandato da Palestina. Nelas, 8% (aproximadamente 1.650 km2) eram controlados de forma privada por judeus, 6% (aproximadamente 1,3 mil km 2) pelos árabes, e os os 86% restantes sendo terras públicas do Estado de Israel.

### Relação com o êxodo judeu dos países árabes

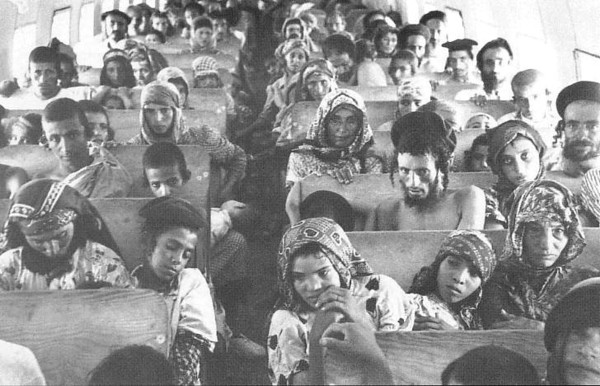
Judeus iemenitas a caminho de Aden para Israel

Frequentemente é feita uma comparação entre a situação dos refugiados palestinos e o êxodo de judeus dos países árabes que agora estão em Israel (ou em outro lugar).
Estima-se que dentre 800 mil a 1 milhão de judeus foram expulsos de suas casas ou deixaram os países árabes de 1948 até o início dos anos 1970; 260 mil chegaram a Israel entre 1948 e 1951, e 600 mil em 1972.
Em 2000, Bobby Brown, conselheiro do então candidato a primeiro-ministro Benjamin Netanyahu para assuntos da Diáspora, delegados do Congresso Judaico Mundial e da Conferência dos Presidentes das Principais Organizações Judaicas Americanas, iniciaram uma campanha intensiva para garantir o reconhecimento político e legal dos judeus de terras árabes como refugiados. Os defensores da campanha esperavam que seus esforços impedissem a aceitação do direito de retorno aos palestinos e reduzissem a quantia de indenização que seria paga por Israel pela propriedade palestina apropriada. O então presidente dos EUA Bill Clinton deu uma entrevista em julho de 2000 ao Channel One de Israel e divulgou um acordo para reconhecer judeus de terras árabes como refugiados, enquanto Ehud Barak, o então Primeiro-Ministro de Israel, saudou o acordo como uma conquista em uma entrevista com Dan Margalit.
Em 2002, a organização Justiça para Judeus dos Países Árabes (JJAC, sigla em inglês para Justice for Jews from Arab Countries) foi criada e seu Congresso de Fundação (eleição de um Conselho de Diretores, finalização do estatuto social para a Organização, etc.) se reuniu em Londres em junho de 2008. Já em novembro de 2008, eles planejaram executar as principais iniciativas e, em 2009, realizaram uma conferência nacional em Israel. Sua conquista até o momento é descrita como "o retorno da questão dos judeus dos países árabes à agenda do Oriente Médio".

### Retorno à cidade natal
Em novembro de 2012, o presidente da Autoridade Nacional Palestina (ANP), Mahmud Abbas, reafirmou sua posição de que a reivindicação de retorno não era para sua cidade natal original, mas para um Estado Palestino que seria estabelecido na fronteira de 1967. O Hamas denunciou esse ajuste. Abbas posteriormente esclareceu (para a mídia árabe) que essa era sua opinião pessoal e não uma política de abrir mão do direito de retorno. Políticos israelenses denunciaram o esclarecimento.

## Resolução 194 da Assembleia Geral da ONU
A Resolução 194 da Assembleia Geral das Nações Unidas aprovada em 11 de dezembro de 1948, reconheceu o direito de retorno pela primeira vez. Também trata da situação na região da Palestina daquela época, estabelecendo e definindo o papel da Comissão de Conciliação das Nações Unidas como uma organização para facilitar a paz na região, além de determinar Jerusalém como uma cidade religiosa e um local de livre acesso para os palestinos, além de determinar sua desmilitarização para a "data mais próxima possível".
O artigo 11 é o principal da Resolução 1948 e trata do retorno dos refugiados:
[A Assembleia Geral] Decide que os refugiados que desejam voltar para suas casas e viver em paz com seus vizinhos devem ser autorizados a fazê-lo o mais cedo possível, e que uma compensação deve ser paga pela propriedade daqueles que optam por não retornar e por perda ou dano de propriedade que, segundo os princípios do direito internacional ou da equidade, deva ser reparada pelos Governos ou autoridades responsáveis.
O significado exato e o momento da aplicação da resolução foram contestados desde o início. Desde o final dos anos 1960, o artigo 11 tem sido cada vez mais citado por aqueles que o interpretam como uma base para o direito de retorno dos refugiados palestinos.
Israel sempre contestou esta leitura, apontando que o texto apenas afirma que os refugiados "deveriam ser autorizados" a retornar para suas casas na "data mais próxima possível" e esta recomendação se aplica apenas àqueles "que desejam viver em paz com o próximo”. Em particular, David Ben-Gurion, o primeiro primeiro-ministro de Israel, insistiu em uma entrevista com os membros da Comissão de Conciliações que enquanto Israel não pudesse contar com a dedicação de nenhum refugiado árabe para permanecer "em paz com seus vizinhos" – uma consequência, afirmou, da falta de vontade dos Estados árabes em permanecer em paz com o Estado de Israel –, o reassentamento não era uma obrigação para seu país.
Segundo o Relatório das Nações Unidas, datado de 23 de outubro de 1950, que detalha a situação entre Israel e Palestina após uma série de entrevistas mediadas, entre 12 e 25 de fevereiro de 1949, com representantes da Síria, do Egito, Arábia Saudita, Transjordânia (Jordânia), Iraque, Líbano e Israel:
A atitude adotada pelos Estados Árabes durante esta série de visitas foi que eles não estavam preparados para entrar em negociações gerais de paz com Israel até que a questão dos refugiados fosse resolvida, pelo menos em princípio. Com exceção da Transjordânia (Jordânia), os governos árabes mantiveram que a aceitação por Israel do direito dos refugiados, conforme expresso no parágrafo 11 da resolução 194 (III), de retornar para suas casas, deve ser considerada como a condição sine qua non para a discussão de outras questões.

O Governo de Israel, por outro lado, não estava preparado para aceitar como princípio a injunção contida no parágrafo 11 e, além disso, não estava preparado para negociar em qualquer ponto separadamente e fora do quadro de um acordo geral. Declarou sua disposição, entretanto, de se reunir com os Estados Árabes separada ou coletivamente com o propósito de entrar em negociações gerais de paz com vistas a resolver todos os problemas pendentes entre eles e Israel.

### Pontos de vista dos apoiadores

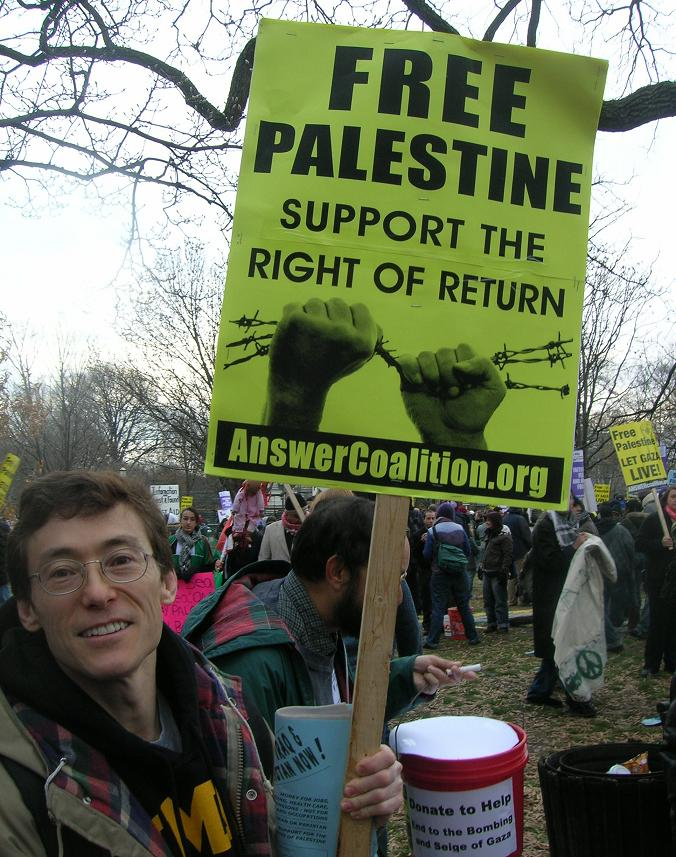
Manifestante segura um pôster escrito "Palestina livre: apoie o direito de retorno", Washington, 2009.

Os defensores do direito de retorno afirmam-no parcialmente com base nas seguintes fontes:
- A Declaração Universal dos Direitos Humanos afirma em seu Artigo 13 que "Todos têm o direito de sair de qualquer país, inclusive o seu, e de retornar ao seu país."[10]
- As Convenções de Genebra, de 1949, que protegem especificamente as pessoas que não participam das hostilidades (civis, profissionais da saúde e humanitários) e as que deixaram de participar, como os soldados feridos, enfermos e náufragos e os prisioneiros de guerra.[33]
- A Resolução 3236 da Assembleia Geral das Nações Unidas, que "reafirma também o direito inalienável dos palestinos de retornar às suas casas e propriedades de onde foram deslocados e desenraizados, e apela ao seu regresso".[34]
- A Resolução 242 do Conselho de Segurança das Nações Unidas, que afirma a necessidade de "alcançar uma solução justa para o problema dos refugiados".[35]

De acordo com Akram, embora o status dos cidadãos palestinos após a criação do Estado de Israel tenha sido muito debatido, os princípios estabelecidos pela Sucessão de Estados e as leis de direitos humanos confirmam que a desnacionalização dos palestinos era ilegal e que eles conservam o direito de regressar aos seus locais de origem.
Em 15 de março de 2000, um grupo de 100 palestinos proeminentes de todo o mundo, entre eles Edward Said e Ibrahim Abu-Lughod, declarou que o direito de retorno é individual, e não coletivo, e que, portanto, não pode ser reduzido ou perdido por qualquer representação em nome dos palestinos em qualquer acordo ou tratado. Eles argumentaram que o direito à propriedade "não pode ser extinto por uma nova soberania ou ocupação e que não existe um estatuto de limitação", e afirmaram que "é de acordo com este princípio que os judeus europeus reivindicaram com sucesso a restituição de seus bens perdidos na Segunda Guerra Mundial". A declaração apontou 531 de cidades e vilas em que isso ocorreu.
Não aceitamos ou reconhecemos de forma alguma qualquer resultado de negociações que possam levar a um acordo que ignore qualquer parte do direito de retorno dos refugiados e desenraizados para suas casas de onde foram expulsos em 1948, ou de sua devida compensação, e nós não aceitamos compensação como substituto do retorno; Exigimos as devidas reparações pelos sofrimentos psicológicos, pelas perdas e danos materiais e pelos crimes de guerra que os refugiados suportaram durante 51 anos, de acordo com o direito internacional e os precedentes legais; Assim assinamos aqui, membros do povo palestino de todas as esferas da vida, incluindo os refugiados no território palestino, onde 29 por cento vivem e o restante está espalhado pelo resto do mundo. Apelamos à pessoas justas, defensores dos direitos humanos, à comunidade internacional, às Nações Unidas e governos mundiais, particularmente aqueles que estiveram envolvidos na tragédia palestina, para reconhecer e apoiar por todos os meios disponíveis o direito dos palestinos de voltar para casa, além de sua compensação, percebendo que uma paz justa e abrangente só pode prevalecer no Oriente Médio com a implementação do Direito de Retorno para o maior e mais antigo problema de refugiados do mundo.
Alguns libertários defenderam o direito palestino de retorno em grande parte de uma perspectiva do direito de propriedade privada. Segundo o professor Richard Ebeling, "Se um acordo for alcançado entre israelenses e palestinos, a justiça sugeriria que todas as propriedades legítimas deveriam ser devolvidas aos seus legítimos proprietários e que a residência destes deve ser novamente permitida."
Para o advogado Stephen Halbrook, "Os árabes palestinos têm o direito de voltar para suas casas e propriedades assumidas por israelenses, de receber indenização justa pela perda de vidas e propriedades e de exercer autodeterminação nacional." Murray Rothbard detalha a "agressão de Israel contra os árabes do Oriente Médio", as políticas confiscatórias e sua "recusa em permitir que esses refugiados retornem e recuperem as propriedades que lhes foram tiradas".
Historiadores israelenses, como Benny Morris, e também brasileiros, como Michel Gherman, reconhecem o êxodo palestino de 1948, mas o interpretaram como um produto natural da guerra de “independência” de Israel, uma “guerra civil” entre judeus e palestinos, e não um ato deliberado de limpeza étnica/genocídio, como reivindicam historiadores como Ilan Pappé e Edward Said, pois não haveriam documentos que provassem ordens diretas para a realização das expulsões e massacres.
Defensores da causa também argumentam a favor do direito de retorno com base em arquivos que demonstram como militares e civis israelenses deliberadamente ergueram estruturas e plantaram densas florestas sobre os escombros de vilarejos destruídos e despovoados para impedir a volta dos que chamavam de “infiltradores”.
Um relatório da inteligência militar do Haganá intitulado A emigração dos árabes palestinos no período de 12/01/1947 a 06/01/1948, datado de 30 de junho de 1948 afirma que até 1º de junho de 1948 "Pelo menos 55% do total do êxodo foi causado por nossas operações (Haganá/IDF)". A este número, os compiladores do relatório adicionam as operações do Irgun e Lehí, que "diretamente [causaram] cerca de 15% da emigração". Outros 2% foram atribuídos a ordens explícitas de expulsão emitidas por tropas israelenses e 1% à guerra psicológica. Isso leva a uma cifra de 73% para partidas causadas diretamente pelos israelenses. Além disso, o relatório atribui 22% das saídas a “medos” e “uma crise de confiança” que afeta a população palestina.

### Pontos de vista dos opositores
Os opositores ao direito de retorno rejeitam-no parcialmente com base nas seguintes fontes:
- Nenhuma legislação internacional, resoluções ou acordos vinculativos da ONU entre Israel e os palestinos exige a repatriação de refugiados e seus descendentes em geral, ou de palestinos especificamente.[41]
- A Resolução 242 do Conselho de Segurança das Nações Unidas não menciona o direito de retorno ou qualquer outro arranjo como solução obrigatória, e apenas exige um "acordo justo" para a questão dos refugiados.[42]
- Que a Convenção Relativa ao Estatuto dos Refugiados não faz menção a descendentes e que a convenção deixa de se aplicar a uma pessoa que, inter alia, tenha adquirido uma nova nacionalidade.[43]

Os opositores do direito palestino de retorno alegam que tal direito destruiria Israel como um estado judeu, pois faria dos judeus uma minoria em Israel. Em uma estrutura de Solução de dois Estados, isso deixaria Israel como um estado binacional com uma minoria judaica com um estado palestino adicional. Os israelenses veem essa demanda como uma contradição inerente à "solução de dois estados para dois povos", e isso faz com que muitos israelenses acreditem que a paz entre israelenses e palestinos não seja possível.
Declarações oficiais israelenses e muitos relatos de apoiadores há muito afirmam que a crise de refugiados de 1948 foi instigada pelos exércitos árabes invasores que ordenaram que os civis palestinos evacuassem a zona de batalha para permitir a liberdade de operação dos exércitos árabes. Israel nega oficialmente qualquer responsabilidade pelo êxodo palestino, afirmando que sua saída foi causada pela invasão árabe.
Alguns opositores, como Efraim Karsh, dizem que Israel não é obrigado a compensar os palestinos ou permitir que eles retornem. Karsh escreve que os palestinos não foram vítimas de um "grande desígnio sionista de despojá-los", mas sim "os agressores na guerra de 1948-1949" e, como tais, são responsáveis pelo problema dos refugiados. Karsh não nega que alguns palestinos foram expulsos à força, mas coloca a culpa pela maior parte do êxodo nas elites palestinas e árabes e os líderes que escrevem fugiram antes de abril de 1948 e causaram um "efeito debandada", e afirma que os líderes árabes e/ou forças militares árabes expulsaram um grande número de palestinos de suas casas, e que a maioria dos palestinos escolheu seu próprio status de refugiado e, portanto, Israel está isento de responsabilidade.
Alguns críticos do direito de retorno palestino também argumentam que ele não é apoiado por precedentes internacionais, chamando a atenção para números entre 758 mil e 866 mil de judeus que foram expulsos, fugiram ou emigraram do Oriente Médio árabe e do Norte da África entre 1945 e 1956.Esses críticos argumentam que, uma vez que esses refugiados não foram compensados nem autorizados a retornar - sem objeções por parte dos líderes árabes ou das autoridades legais internacionais - a Comunidade Internacional aceitou essa migração de judeus como fato consumado e, assim, estabeleceu precedente legal na região contra o direito de retorno.
O ex-ministro das Relações Exteriores israelense Moshe Sharett afirmou que a migração de refugiados entre Israel e o mundo árabe constituiu essencialmente uma troca de população. Ele argumentou que precedentes, como a troca de 2,5 milhões de pessoas entre a Polônia e a União Soviética, bem como os 13 milhões de hindus e muçulmanos que cruzaram a fronteira Índia - Paquistão, mostram que o Direito Internacional não exige nem espera a reversão das trocas populacionais. Ainda argumentou que o precedente não exige a reversão nem mesmo das migrações unidirecionais de refugiados, como a expulsão de 900 mil alemães da Tchecoslováquia após a Segunda Guerra Mundial. Na opinião de Sharett, Israel foi apontado como exceção ao Direito Internacional.
Ruth Lapidoth argumentou que a Resolução 194 da Assembleia Geral da ONU não especifica um "direito", mas diz que os refugiados "deveriam" ter permissão para retornar. Ela também observou que as resoluções da Assembleia Geral não são juridicamente vinculativas para os Estados membros, e que esta resolução em particular baseou suas recomendações em duas condições: que os refugiados desejam retornar e que desejam "viver em paz com seus vizinhos". Ela argumenta que a última condição não foi cumprida, citando ações de grupos militantes palestinos. Ela conclui que os refugiados palestinos têm o direito de buscar uma indenização negociada, mas não um "direito de retorno".
De acordo com Lapidoth, Stig Jägerskiöld em 1966 disse que o direito de retorno era pretendido como um direito individual e não coletivo, e que "não havia nenhuma intenção aqui de abordar as reivindicações das massas de pessoas que foram deslocadas como um subproduto de guerra ou por transferências políticas de território ou população, como a realocação de alemães étnicos da Europa Oriental durante e após a Segunda Guerra Mundial, a fuga dos palestinos do que se tornou Israel, ou o movimento de judeus dos países árabes”.
Andrew Kent, professor da Fordham University Law School, argumenta que Israel não é obrigado a aceitar o direito de retorno dos palestinos, já que a lei internacional na época em que ocorreu o êxodo palestino de 1948 não tornava as ações israelenses ilegais, com documentos citados por proponentes do direito de retorno, como a Quarta Convenção de Genebra e o Pacto Internacional sobre Direitos Civis e Políticos que entraram em vigor após o êxodo palestino. Kent argumenta que esses documentos não se aplicam, visto que o Direito Internacional quase nunca se aplica retroativamente. Kent admite que o Direito Internacional quase certamente determinaria um direito de retorno se um deslocamento de refugiado em circunstâncias semelhantes ocorresse hoje.
Anthony Oberschall argumentou que o pleno direito de retorno dos refugiados e seus descendentes às suas casas originais criaria o caos, uma vez que as aldeias palestinas originais não existem mais e em seu lugar estão casas e propriedades israelenses, escrevendo que "as moradias, aldeias, fazendas, olivais e pastagens de 1948 não existem mais. Eles se tornaram cidades israelenses, blocos de apartamentos, shopping centers, parques industriais, agronegócios e rodovias." Ele ainda argumenta que um acordo entre duas pessoas em guerra teria idealmente uma separação entre elas e seus respectivos estados.

## Rumo ao processo de paz
A discussão sobre a existência de tal direito perpetuou o conflito israelense-palestino, e o fracasso do processo de paz se deve, em grande parte, à incapacidade das duas partes de alcançar uma solução com justiça para ambos os lados.
A maioria dos palestinos considera que sua pátria foi perdida durante o estabelecimento de Israel em 1948 e vê o direito de retorno como crucial para um acordo de paz com Israel, mesmo que a vasta maioria dos refugiados sobreviventes e seus descendentes não exerçam esse direito. Os palestinos consideram a grande maioria dos refugiados como vítimas da limpeza étnica israelense durante a guerra árabe-israelense de 1948 e citam massacres como Deir Yassin. Todos os grupos políticos e militantes palestinos, tanto islâmicos quanto socialistas, apoiam fortemente o direito de retorno. A Autoridade Nacional Palestina vê o direito de retorno como um direito não negociável.
Quase todos os judeus israelenses se opõem ao direito literal de retorno dos refugiados palestinos, alegando que permitir tal afluxo de palestinos tornaria os judeus uma minoria em Israel, transformando assim Israel em um estado árabe-muçulmano. A esquerda israelense está geralmente aberta a compromissos sobre a questão e apoia a solução por meios como indenização financeira, iniciativas de reunificação familiar e a admissão de um número altamente limitado de refugiados em Israel, mas se opõe a um direito total de retorno.
Alguns israelenses influentes se mostram abertos ao retorno de palestinos para áreas simbólicas da Palestina pré-1948. Mark Heller, por exemplo, sugere que, dada a impossibilidade de implementar qualquer "direito de retorno" às casas originais dos refugiados dentro de Israel, os refugiados palestinos estariam livres para "retornar" para um estado palestino na Cisjordânia e em Gaza. Shlomo Gazit também sugere que a questão dos refugiados seja resolvida através do estabelecimento de um estado palestino independente na Cisjordânia e Gaza e o estabelecimento de uma "Lei de Retorno" palestina sob a qual "todo palestino na diáspora deseja receber a cidadania palestina, portar um passaporte palestino que lhe garantiria reconhecimento e direitos internacionais e, se necessário, o direito de imigrar para o novo estado.
A vasta maioria dos israelenses acredita que todos ou quase todos os refugiados deveriam ser reassentados em um Estado palestino, em seus países de residência ou em países terceiros. A liderança política israelense se opôs consistentemente ao direito de retorno, mas fez ofertas de indenização, assistência no reassentamento e retorno para um número extremamente limitado de refugiados com base na reunificação familiar ou considerações humanitárias durante as negociações de paz.
A primeira oferta de Israel de qualquer direito limitado de retorno veio na Conferência de Lausanne de 1949, quando se ofereceu a permissão para o retorno de 100 mil refugiados, embora não necessariamente para suas casas, incluindo 25 mil que haviam retornado clandestinamente e 10 mil casos de reunião familiar. A proposta estava condicionada a um tratado de paz que permitiria a Israel reter o território que havia capturado e que havia sido alocado a um estado palestino proposto, e os estados árabes absorvendo entre 550 mil a 650 mil refugiados restantes. Os árabes rejeitaram a proposta tanto por motivos morais quanto políticos, e Israel rapidamente retirou sua oferta limitada. Na cúpula de Camp David de 2000, 52 anos após a criação de Israel, Israel se ofereceu para criar um fundo internacional para a indenização pela propriedade que havia sido perdida pelos refugiados palestinos de 1948, para o qual Israel contribuiria. Israel se ofereceu para permitir o retorno de 100 mil refugiados com base em considerações humanitárias ou reunificação familiar. Todos os outros refugiados seriam reassentados em seus locais atuais de residentes, o Estado Palestino, ou em países terceiros, com Israel contribuindo com 30 bilhões de dólares para financiar seu reassentamento. Durante esse tempo, a maioria dos refugiados originais já havia morrido sem qualquer indenização. Israel exigiu que, em troca, Yasser Arafat abandonasse para sempre o direito de retorno, e a recusa de Arafat foi citada como uma das principais causas do fracasso da cúpula.
O direito palestino de retorno foi uma das questões cuja solução foi adiada até o "acordo de status final" nos Acordos de Oslo de 1993. Não apenas não houve um acordo final sobre o status, mas o próprio processo de negociação em Oslo falhou, e seu fracasso foi uma das principais causas da Segunda Intifada e da violência contínua.
Em 2003, durante o Road Map for Peace, o ministro das Relações Exteriores de Israel, Silvan Shalom, afirmou que o estabelecimento de um Estado palestino estava condicionado à renúncia ao direito de retorno. O primeiro-ministro Ariel Sharon disse que a Autoridade Nacional Palestina também deve abandonar sua demanda pelo direito de retorno, chamando-o de "uma receita para a destruição de Israel".

## Tentativas históricas de resolução

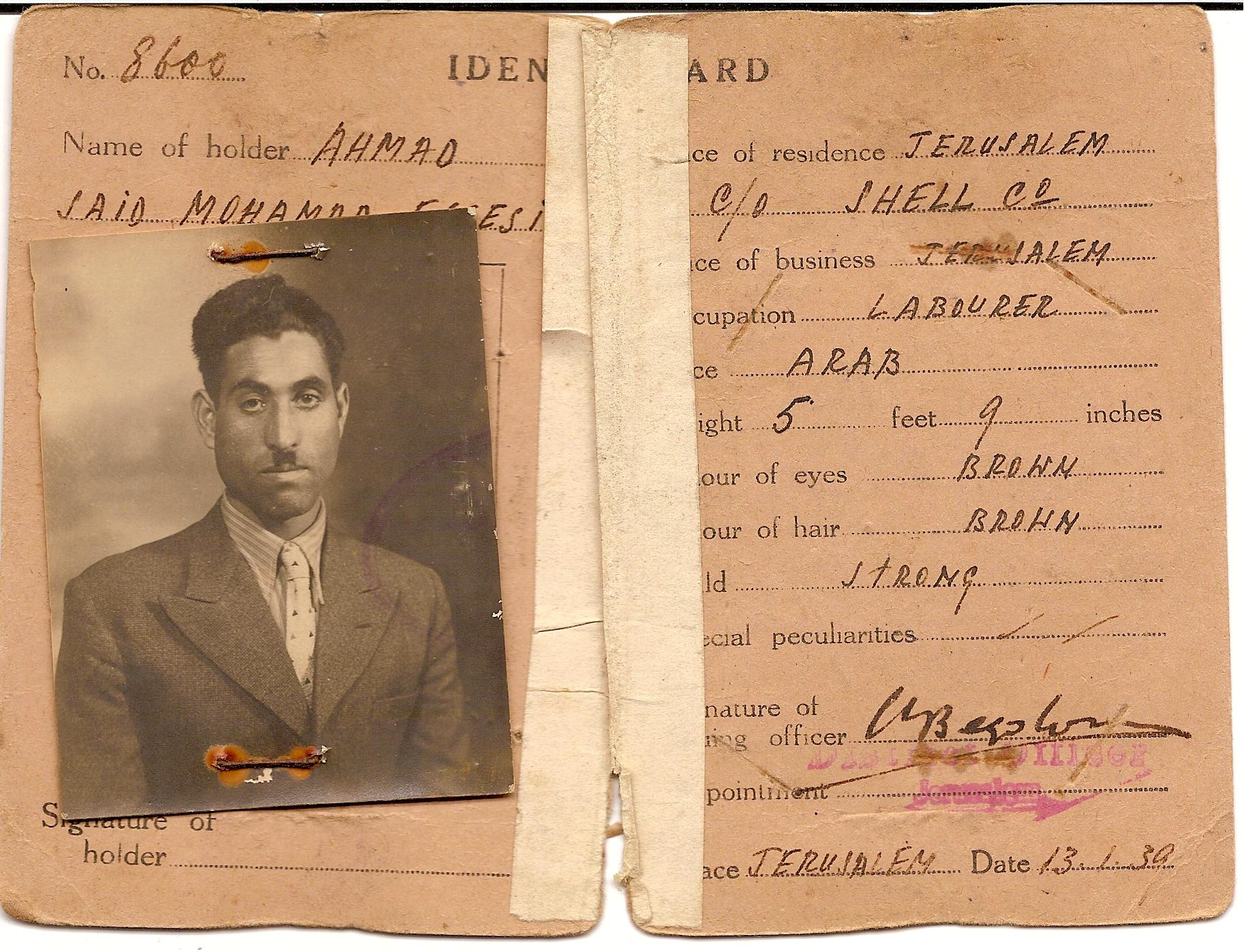
Carteira de identidade de Ahmad Said, um refugiado palestino

Desde o êxodo palestino em 1948, tem havido muitas tentativas de resolver a disputa pelo direito de retorno. Estas produziram resultados menores, na melhor das hipóteses.
Em 1949, Mark Etheridge, o representante estadunidense na Comissão de Conciliação das Nações Unidas (UNCC, sigla em inglês para United Nations Conciliation Commission), sugeriu que Israel concordasse em conceder cidadania plena aos 70 mil residentes árabes na Faixa de Gaza, bem como aos seus 200 mil refugiados, com a condição de que a Faixa de Gaza - então parte do Egito - fosse incorporada a Israel. A delegação de Israel à UNCC aceitou esta oferta, embora este plano tenha sido rejeitado e criticado pelos Estados árabes, pelos Estados Unidos e até pelo próprio governo de Israel.
Na Conferência de Lausanne, Israel anunciou à UNCC em 3 de agosto de 1949, que permitiria que até 100 mil refugiados palestinos retornassem a Israel. Mas este plano não foi concebido como uma panaceia para a crise dos refugiados. Em vez disso, era para "fazer parte de um plano geral de reassentamento de refugiados, que seria estabelecido por um órgão especial a ser criado pelas Nações Unidas". Israel se reservou o direito de permitir o assentamento de refugiados apenas em áreas nas quais o assentamento não fosse prejudicial à segurança e economia do Estado. A UNCC e os governos árabes comunicaram-se não oficialmente sobre o assunto. Os governos árabes concordaram com a oferta, mas em termos drasticamente diferentes: que se aplicasse apenas à área originalmente atribuída a Israel sob o Plano de Partição, que todos os refugiados originários de áreas atribuídas a árabes ou sob controle internacional fossem imediatamente autorizados a retornar ao seu casas, e que Israel não exerce controle sobre o local do reassentamento. Como as partes não chegaram a um acordo sobre os termos da medida, ela morreu em julho do ano seguinte, conforme declarou o ministro israelense das Relações Exteriores, Moshe Sharett: "O contexto em que essa oferta foi feita desapareceu, e Israel não está mais vinculado a esta oferta".
Em 23 de agosto de 1949, os Estados Unidos enviaram Gordon R. Clapp, presidente do Conselho de Administração da Tennessee Valley Authority, na Missão Clapp. Esta missão foi encarregada de um levantamento econômico, para estimar a capacidade dos estados árabes de absorver refugiados palestinos. Esta missão falhou dramaticamente em alcançar este objetivo. Clapp explicou em 16 de fevereiro de 1950, perante o Comitê de Relações Exteriores da Câmara Americana: “O reassentamento era um assunto que os governos árabes não estavam dispostos a discutir, com exceção do rei Abdallah". A missão concluiu que, embora a repatriação fosse a melhor solução para a questão dos refugiados, as circunstâncias no terreno só permitiriam ajuda filantrópica. Além disso, recomendou que esse alívio fosse limitado a quatro pequenos projetos-piloto: na Jordânia, Cisjordânia, Líbano e Síria.
Em 2 de dezembro de 1950, a Assembleia Geral das Nações Unidas aprovou a resolução 393 por 46 votos a favor, 0 contra e 6 abstenções. Esta resolução alocou, para o período de 1 de julho de 1951 a 30 de junho de 1952, "não menos que o equivalente a $ 30.000.000" para a reintegração econômica de refugiados palestinos no Oriente Próximo "por repatriação ou reassentamento", seu restabelecimento e remoção permanentes de alívio, "sem prejuízo do disposto no parágrafo 11 da Resolução 194 da Assembleia Geral". Para atingir esse objetivo, Israel doou o equivalente a 2,8 milhões de dólares, e os estados árabes prometeram quase 600.000 de dólares. Os Estados Unidos foram responsáveis pela maior promessa, com 25 milhões de dólares.
Em 29 de novembro de 1951, John B. Blandford Jr., então diretor da Agência das Nações Unidas de Assistência aos Refugiados da Palestina (UNRWA), propôs gastar 50 milhões de dólares em ajuda aos refugiados palestinos e outros 200 milhões em sua integração nas comunidades onde residiam. O The New York Times informou que Blandford aspirava a ver 150 mil a 250 mil refugiados reassentados em nações árabes, construindo uma infraestrutura econômica que tornaria sua integração mais plausível e sustentável para as sociedades árabes. Em 26 de janeiro de 1952, a Assembleia Geral aceitou sua proposta. Em 1955, Henry Richardson Labouisse, que já havia se tornado o terceiro diretor da UNRWA, relatou que "A resistência aos programas de autossustento é particularmente evidente no caso de projetos de desenvolvimento em grande escala, uma vez que estes parecem inevitavelmente aos refugiados levar a sério implicações políticas. Seu custo, tamanho e a subsequente permanência levantam na mente dos refugiados o temor de que aceitar o acordo sobre eles seja equivalente a desistir da esperança de repatriação".
Em 2002, o ex-representante da Organização para a Libertação da Palestina (OLP), Sari Nusseibeh, propôs um acordo entre Israel e a Palestina que concederia aos palestinos o direito de retorno a um estado palestino, mas não a Israel. A proposta falhou.
O Acordo de Genebra de 2003, que foi um acordo entre indivíduos e não entre representantes oficiais do governo de Israel e do povo palestino, abandonou completamente a ideia de um Direito de Retorno. Este documento é extra-governamental e, portanto, não oficial e não vinculativo.
Em 2013, a Boston University sediou a conferência "Direito de Retorno".

## Refugiados palestinos no mundo

### Situação

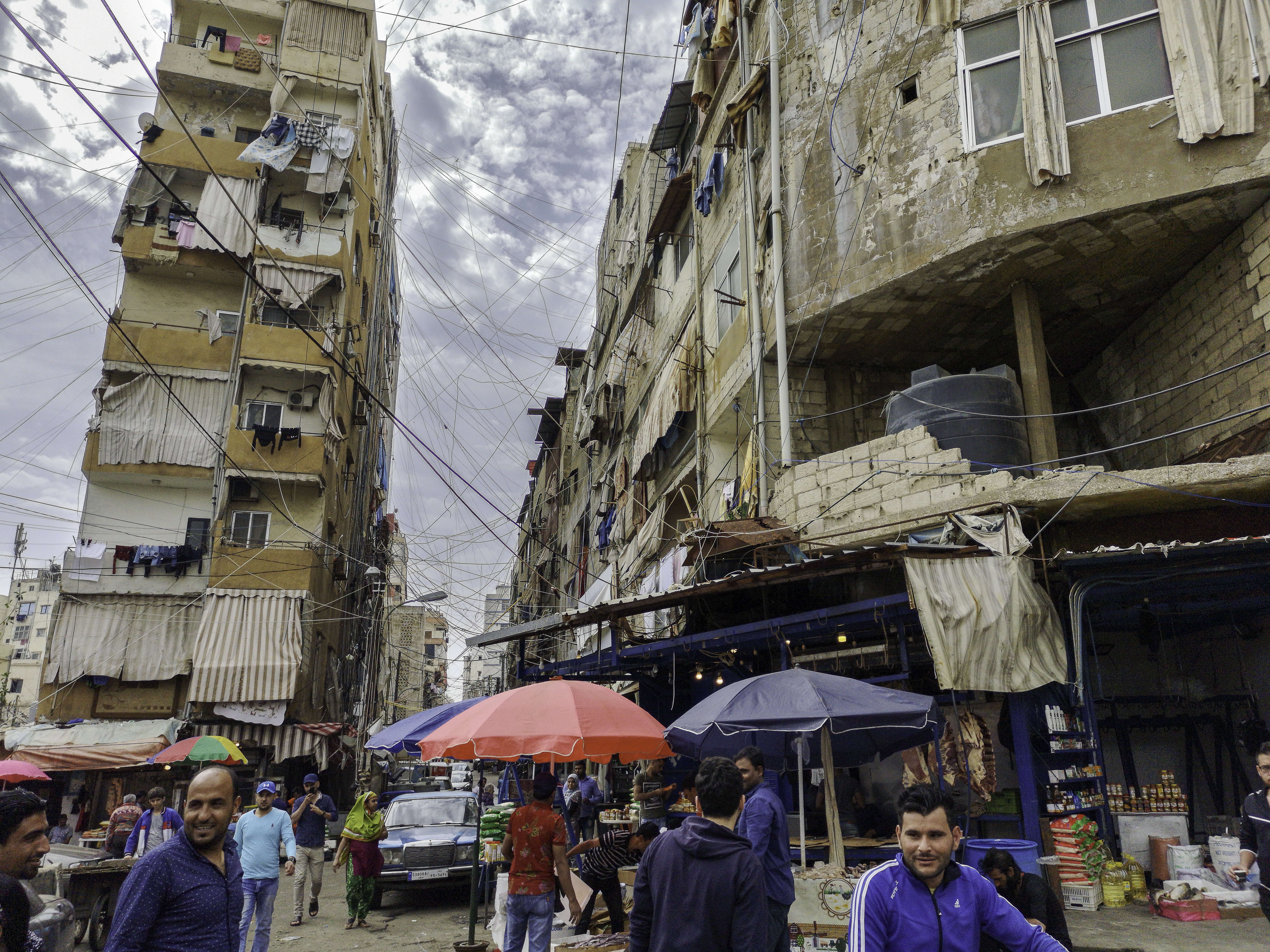
Campo de refugiados de Shatila, Líbano

Nenhum país árabe, exceto a Jordânia, até agora assimilou uma população significativa de refugiados palestinos, nem lhes deu cidadania plena, e muitos dependem da ajuda econômica da ONU ou de pessoas em outros países. É a posição da maioria dos governos árabes não conceder cidadania aos refugiados palestinos nascidos dentro de suas fronteiras; essa política se deve em parte aos desejos desses estados árabes de que os palestinos tenham permissão para retornar às suas casas dentro de Israel, em parte devido ao desejo desses estados de se livrar dos refugiados.
Os refugiados palestinos no Líbano não tem direito à cidadania libanesa, embora a maioria tenha nascido no Líbano e independentemente de quantas gerações suas famílias viveram no Líbano. Alguns palestinos, principalmente mulheres cristãs palestinas, receberam a cidadania libanesa através do casamento com um cidadão libanês, e alguns por outros meios. A lei de nacionalidade libanesa não prevê que uma esposa libanesa confira a nacionalidade libanesa a um marido estrangeiro ou a uma criança com pai estrangeiro.

### Estimativas
Um a cada três refugiados no mundo é palestino, e a estimativa atual é de que cerca de 7.2 milhões de palestinos sejam refugiados.
Mais de 4,3 milhões de refugiados palestinos e seus descendentes deslocados em 1948 estão registrados para assistência humanitária nas Nações Unidas. Outros 1,7 milhão de refugiados palestinos e seus descendentes, também deslocados em 1948, não estão registrados na ONU. Cerca de 355 mil palestinos e seus descendentes estão deslocados internamente, ou seja, dentro de Israel.
Como resultado da demolição de casas, revogação de direitos de residência e construção de assentamentos ilegais em terras confiscadas de palestinos, pelo menos 57 mil palestinos foram deslocados internamente na Cisjordânia ocupada. Este número inclui também 15 mil pessoas até agora deslocadas pela construção do Muro da Cisjordânia.
Mais da metade da população refugiada vive na Jordânia. Aproximadamente 37,7% vivem na Cisjordânia e na Faixa de Gaza, compreendendo cerca de 50% da população dessas áreas. Cerca de 15% vivem em números quase iguais na Síria e no Líbano. Cerca de 355 mil palestinos deslocados internamente residem no atual Israel. A restante população de refugiados vive em todo o mundo, incluindo o resto do mundo árabe.